# ハビエル・イルレタ
ハビエル・イルレタ(Javier Irureta)ことハビエル・イルレタゴジェーナ・アミアーノ（Javier Iruretagoyena Amiano, 1948年4月1日 - ）は、スペイン・ギプスコア県イルン出身の元サッカー選手、元サッカー指導者。現役時代はスペイン代表であり、ポジションはFWであった。
アトレティコ・マドリードとアスレティック・ビルバオの2クラブでリーガ・エスパニョーラ通算344試合に出場して70得点を挙げた。アトレティコ・マドリードではアデラルド・ロドリゲスやルイス・アラゴネス、ホセ・エウロヒオ・ガラテらとともにプレーし、1970年代初頭にクラブの黄金時代をもたらした。現役引退後は指導者の道に進み、特にデポルティーボ・ラ・コルーニャでは2000年代初頭に一時代を築いた。ガリシア州の2大クラブ（セルタ・デ・ビーゴ、デポルティーボ）とバスク自治州の2大クラブ（アスレティック・ビルバオ、レアル・ソシエダ）のすべてで監督を務めた唯一の人物である。

## 経歴

### 選手時代

#### アトレティコ・マドリード
ギプスコア県イルンに生まれ、地元のレアル・ウニオンから1965年にデビューした。2年後にはレアル・ウニオンをセグンダ・ディビシオン（2部）への昇格プレーオフに導き、1967年夏にプリメーラ・ディビシオン（1部）のアトレティコ・マドリードに移籍した。1969-70シーズンにリーガ・エスパニョーラ優勝を果たし、1070-71シーズンにはコパ・デル・レイで優勝し、1972-73シーズンには再びリーグ優勝した。1973-74シーズンにはUEFAチャンピオンズリーグで決勝に進出したが、バイエルン・ミュンヘンに敗れて準優勝に終わった。バイエルンがインターコンチネンタルカップ出場を拒否したため、アトレティコがアルゼンチンのインデペンディエンテとの対戦に参加した。イルレタは2-0で勝利したホームでのセカンドレグで1得点を挙げ、2試合合計2-1で勝利して世界王者となった。

#### アスレティック・ビルバオ
アトレティコ・マドリードで8シーズンプレーした後、地元のアスレティック・ビルバオに移籍した。1976-77シーズンにはリーグ戦で2位となり、UEFAカップでも準優勝した。この時のチームメイトにはベテランのホセ・アンヘル・イリバルや若手のホセ・ラモン・アレサンコらがいた。1980年、32歳で現役引退した。プロ経歴を通じて公式戦400試合以上に出場して100得点近くを挙げた。

#### 代表
1972年5月23日、マドリードで行われたウルグアイとの親善試合(2-0)でスペイン代表デビューした。スペイン代表はすでにUEFA欧州選手権1972予選で敗退しており、1974 FIFAワールドカップも予選で敗退した。イルレタは1975年までに6試合に出場したが、スペイン代表は低迷期であり、主要大会には出場することができなかった。キャリア終盤の1979年にはバスク代表として1試合に出場した。

### 指導者時代

#### 初期の指導経歴
優れた戦術理論に基づき組織的に完成されたチームを作り上げることで知られる。1984年にセスタオの監督に就任して指導者経歴をスタートさせ、1988年には下部リーグのCDログロニェス監督に就任した。1989年にはプリメーラ・ディビシオンのレアル・オビエドの監督に就任し、1990-91シーズンにはクラブ史上最高位の6位でシーズンを終えてUEFAカップの出場権を獲得した。ラシン・サンタンデール、アスレティック・ビルバオ、レアル・ソシエダを経て、1997年にセルタ・デ・ビーゴの監督に就任すると、1998年にはドン・バロン紙（ドン・バロン・アワード）とエル・パイス紙のそれぞれによってリーグ最優秀監督賞に選ばれた。

#### デポルティーボ・ラ・コルーニャ
1998年夏にはデポルティーボ・ラ・コルーニャの監督に就任した。デポルティーボは過去6シーズンで2度2位に、2度3位となっていたが、1997-98シーズンは12位と低迷しており、リーグ優勝を達成できる監督を探していた。1998-99シーズンは6位であったが、就任2年目の1999-2000シーズンにはクラブを初のリーグ優勝に導き、ドン・バロン紙によって2度目のリーグ最優秀監督賞を受賞した。2000-01シーズンと2001-02シーズンは2位となり、2002-03シーズンと2003-04シーズンは3位と安定した成績を保った。2001-02シーズンのコパ・デル・レイでは、エスタディオ・サンティアゴ・ベルナベウで行われた決勝でレアル・マドリードを破って優勝した。2003-04シーズンのUEFAチャンピオンズリーグではグループリーグのASモナコ戦で3-8と大敗もしたが、ASモナコに次ぐグループ2位で決勝トーナメント進出を決めた。決勝トーナメント1回戦ではユヴェントスFCを破り、準々決勝ではACミランを破った。ACミラン戦はファーストレグで1-4と大敗したが、セカンドレグで4-0と大勝して2試合合計5-4で勝ちぬけ、見事な逆転劇が話題となった。
一地方クラブに過ぎなかったデポルティーボをスペインを代表する強豪クラブに変貌させ、スーペル・デポル(Super Depor)の愛称で呼ばれた。しかし、2004-05シーズンは国内外で不振を極め、シーズン終了後に解任された。この理由としては、メンバーの高齢化・固定化にともなうマンネリズム、厳格な戦術の実践を強いるイルレタへの一部選手の反発などが挙げられる。

#### レアル・ベティス
2006年5月にはレアル・ベティスの監督に就任したが、2006-07シーズンは開幕から低調な成績であり、就任からちょうど7カ月後の2006年12月21日に辞任した。レアル・ベティスとは1年契約を結んでいたが、「私の契約は双方合意の上で解除されたが、最初に動いたのは（クラブではなく）私だ。私たちはもっと長く続けたかったが、うまくいかなかった」と述べた。

#### その後の指導経歴
2007年10月にはイングランドのボルトン・ワンダラーズFC監督の有力候補に名が挙がったが、ボルトンはギャリー・メグソン(Gary Megson)を監督に選んだ。また12月にはレアル・ソシエダのクリス・コールマン監督の後継に推されたが、2008年1月、ビクトル・フェルナンデス監督の後継としてレアル・サラゴサ監督に就任した。しかし、チームの建て直しはかなわず、わずか6試合（1勝4敗1分）を指揮したのみで自ら辞任を申し入れた。
2009年7月、アスレティック・ビルバオのスポーツディレクターに就任した。

## タイトル

### 選手
- アトレティコ・マドリード

リーガ・エスパニョーラ (2) : 1969-1970, 1972-1973
コパ・デル・レイ (1) : 1970-1971
インターコンチネンタルカップ (1) : 1974

### 監督
- デポルティーボ・ラ・コルーニャ

リーガ・エスパニョーラ (1) : 1999-2000
コパ・デル・レイ (1) : 2001-2002
スーペルコパ・デ・エスパーニャ (2) : 2000, 2002